# ボルジュ・バジ・モウタール県
ボルジュ・バジ・モウタール県（ボルジュ・バジ・モウタールけん、アラビア語: 	ولاية برج باجي مختار、ラテン文字表記：Bordj Baji Mokhtar）は、アルジェリアの県（ウィラーヤ）のひとつ。県都はボルジュ・バジ・モウタール。国土の南部に位置し、マリ共和国の国境と接する。また本初子午線と北回帰線の交点が県内にある（北緯23度26分 西経0度0分 / 北緯23.433度 東経-0.000度）。
全域がTanezrouftと呼ばれる極度の乾燥と高温の不毛地帯にあり、サハラ砂漠の中でも特に人が住みにくい地域とされる。そのため広大な面積に反して人口は極端に少ない。面積は約13.4万平方キロメートル、人口は約2万人（2008年国勢調査）。
2015年5月27日、アドラール県南部に設置されたボルジュ・バジ・モウタール準県（Wilaya déléguée、県と郡の中間区分）を前身とする。2019年12月5日、単独の県に昇格した。

## 行政区画
1郡（ダイラ）と2自治体（バラディヤ / コミューン）を管轄する。
- ボルジュ・バジ・モウタール郡（フランス語版） - 領域は県と同一

| 自治体                     | アラビア語名   | ラテン文字表記      | 面積 （km2） | 人口 （2008年） |
| -------------------------- | -------------- | ------------------- | ------------ | --------------- |
| ボルジュ・バジ・モウタール | برج باجى مختار | Bordj Badji Mokhtar | 121,486      | 16,437          |
| ティミアン                 | تيمياوين       | Timiaouine          | 12,580       | 4,493           |

## 交通
- 国道6号（フランス語版） - 国土を南北に縦断する。南端はティミアンで、北端はマスカラ県。またマリ国道19号（ドイツ語版）との接続点が県内に存在する。